# 下川眞樹太

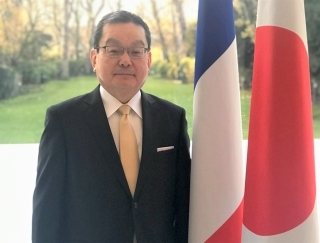
2022年

下川 眞樹太（しもかわ まきた、1961年4月28日 - ）は、日本の外交官。外務省国際文化交流審議官や、外務省大臣官房長、駐ベルギー特命全権大使兼北大西洋条約機構日本政府代表部特命全権大使を経て、駐フランス特命全権大使兼アンドラ特命全権大使兼モナコ特命全権大使。

## 人物・経歴
大阪府出身。1984年東京大学法学部卒業、外務省入省。1998年在フランス日本国大使館参事官。2001年外務省経済局国際機関第一課サービス貿易室長。2004年外務省経済局国際経済第一課長。2005年内閣官房内閣参事官（内閣官房副長官補付）。2007年外務省総合外交政策局安全保障政策課長、外務大臣秘書官事務取扱。2009年外務省大臣官房人事課長。
2011年外務省大臣官房長補佐。同年在インドネシア日本国大使館公使。
2013年から外務省アジア大洋州局参事官を務め、平成25年台風第30号では日本人の安否確認のためマニラに派遣された。2014年外務省大臣官房審議官。2015年外務省総合外交政策局審議官（国連担当大使、サイバー政策担当大使）。
2016年外務省大臣官房国際文化交流審議官。2017年外務省大臣官房長。2019年駐ベルギー特命全権大使、北大西洋条約機構日本政府代表部特命全権大使
。2022年10月、駐フランス特命全権大使、アンドラ特命全権大使。2023年1月、兼モナコ特命全権大使。

## 同期
- 有吉勝秀（23年コスタリカ大使・20年エルサルバドル大使）
- 礒正人（22年クロアチア大使・18年デュッセルドルフ総領事）
- 伊藤康一（24年ギリシャ大使・20年ニュージーランド大使）
- 伊藤直樹（24年ベトナム大使・19年バングラデシュ大使・17年シカゴ総領事）
- 今村朗（23年セルビア大使・20年ジョージア大使・23年セルビア大使）
- 岩井文男（20年サウジアラビア大使・15年イラク大使）
- 大森茂（17年セネガル大使・15年法務省名古屋入国管理局長）
- 岡田隆（20年アフガニスタン大使）
- 岡庭健（24年アラブ首長国連邦大使・21年ケニア大使）
- 菊田豊（21年ネパール大使・18年ナイジェリア大使）
- 杉山明（24年ノルウェー大使・21年特命全権大使（国際テロ対策・組織犯罪対策協力担当）・18年スリランカ大使・17年儀典長・15年内閣審議官・13年山形県警察本部長）
- 鈴木哲（19年インド大使・17年総合外交政策局長・16年国際情報統括官）
- 竹若敬三（21年北極担当大使・19年ラオス大使）
- 千葉明（22年バチカン大使、19年ASEAN大使・16年ロサンゼルス総領事）
- 梨田和也（19年タイ大使・17年国際協力局長）
- 藤山美典（22年スイス兼リヒテンシュタイン大使）
- 藤原直（21年エディンバラ総領事）
- 正木靖（23年インドネシア大使・20年EU大使・17年欧州局長）
- 森下敬一郎（21年エクアドル大使・17年コロンビア大使）
- 山上信吾（20年オーストラリア大使・18年経済局長・17年国際情報統括官）
- 山田洋一郎（22年モルドバ大使・20年立命館アジア太平洋大学アジア太平洋学部教授（出向）・17年シアトル総領事）
- 山野内勘二（22年カナダ大使・18年ニューヨーク総領事・16年経済局長）